# Chariton från Afrodisias
Chariton från Afrodisias var en grekisk författare under det första århundradet e.Kr. Han är författaren till kärleksromanen Chaireas och Kallirhoe som utspelar sig under det peloponnesiska krigets tid.